# Christian Frýdek
Christian Frýdek (* 1. února 1999 Leverkusen) je český profesionální fotbalista, který hraje na pozici ofensivního záložníka za český klub FC Baník Ostrava. Je také bývalým českým mládežnickým reprezentantem.
Jeho otec je bývalý fotbalový reprezentant Martin Frýdek, za jehož působení v Německu se Christian narodil. Má staršího bratra Martina, který je také profesionálním fotbalistou.

## Klubová kariéra

### Sparta Praha
Christian Frýdek je odchovancem akademie pražské Sparty. Svůj debut v A-týmu si odbyl 4. května 2016, kdy nastoupil v odvetě semifinále českého poháru proti Jablonci. Sparta prohrála 1:2 a do další fáze soutěže nepostoupila. Frýdek odehrál svůj první ligový zápas pod trenérem Davidem Holoubkem, a to 20. listopadu 2016, když nastoupil v 80. minutě utkání proti Karviné místo Daniela Holzera. V lednu 2017 podepsal se Spartou smlouvu do léta 2020.

#### Vlašim (hostování)
V únoru 2018 odešel na půlroční hostování do druholigové Vlašimi. V průběhu jarní části sezony nastoupil do 8 utkání.

#### Táborsko (hostování)
V létě 2018 zamířil Frýdek na další hostování do druhé ligy, tentokrát do Táborska. Svou první branku v profesionálním fotbale Frýdek vstřelil v utkání třetího kola proti Vítkovicím, kdy gólem a asistencí rozhodl o výhře 4:2. V průběhu celé sezony patřil ke stabilním členům základní sestavy, nastoupil dohromady do 28 utkání, vstřelil 3 branky a přidal 6 asistencí.

#### Hradec Králové (hostování)
V létě 2019 si ho nový sparťanský trenér Václav Jílek vzal do přípravy, absolvoval i herní soustředění v Rakousku, podepsal s pražskou Spartou novou tříletou smlouvu, ale nakonec zamířil na další hostování do druholigového Hradce Králové. V klubu patřil Frýdek po celou sezonu ke stabilním členům základní sestavy, nastoupil do 24 utkání s bilancí 3 branek a 7 asistencí.

#### Návrat do Sparty
V sezoně 2020/21 byl Frýdek součástí sparťanské třetiligové rezervy. Kvůli zranění a pandemii covidu-19 ale nastoupil jen do jednoho utkání ČFL.

### Slovan Liberec
V srpnu 2021 přestoupil do Slovanu Liberec. Pražská Sparta měla možnost zpětného odkupu hráče. Svůj debut v dresu Liberce si Frýdek odbyl 15. srpna 2021, kdy nastoupil do závěru utkání čtvrtého kola české nejvyšší soutěže proti Viktorii Plzeň. Svou první branku v první lize Frýdek vstřelil 23. října, a to při výhře 2:0 nad Sigmou Olomouc. 28. listopadu se Frýdek střelecky prosadil v utkání proti pražské Spartě, prohře 1:2 ale zabránit nedokázal. V průběhu celé sezony 2021/22 patřil Frýdek ke stabilním členům základní sestavy Liberce, nastoupil do 27 utkání, vstřelil 2 branky a přidal 4 asistence.
V utkání prvního kola sezony 2022/23 Frýdek gólem a asistencí rozhodl o výhře 2:1 na půdě pražské Sparty. O týden později dvěma asistencemi přispěl k výhře 5:1 s Teplicemi. 23. dubna 2023 vstřelil Frýdek dvě branky při výhře 3:1 nad Zbrojovkou Brno. Dohromady v sezoně nastoupil do 34 zápasů s bilancí 5 branek a 6 asistencí.
Frýdek o místo v základní sestavě Liberce nepřišel ani na začátku sezony 2023/24. 12. srpna gólem zajistil Liberci bod za remízu 1:1 se Zlínem a o týden později rozhodl jediným gólem o výhře nad Pardubicemi. V říjnu 2023 prodloužil Frýdek svou smlouvu s Libercem do roku 2025. Kvůli zranění kolena nenastoupil do žádného utkání v jarní části sezony. Dohromady tak v ročníku odehrál 17 utkání, v nichž vstřelil 4 branky.
Frýdek se vrátil na ligový trávník až 21. července 2024 v utkání prvního kola sezony 2024/25 proti Karviné. Frýdek se nedokázal probojovat do základní sestavy nového trenéra Radoslava Kováče a nastupoval především jako střídající hráč. Dne 5. října 2024 v podještědském derby proti Jablonci Frýdek ostře zajel do Jakuba Martince a dostal rovnou červenou kartu. Disciplinární komise Ligové fotbalové asociace udělila Frýdkovi trest na pět zápasů. V průběhu celé sezony odehrál Frýdek 22 utkání, vstřelil jednu branku a přidal jednu asistenci. V květnu 2025 bylo oznámeno, že Frýdek v létě klub po čtyřech letech opustí jako volný hráč.

### Baník Ostrava
Dne 28. května 2025 podepsal Frýdek tříletou smlouvu s Baníkem Ostrava.

## Reprezentační kariéra
Frýdek odehrál mezi lety 2014 a 2019 dohromady 38 utkání v dresu českých mládežnických reprezentací, v nichž vstřelil 7 branek.